# 金時敏
金時敏（1554年—1592年）字勉吾，是朝鮮王朝時期的一位將軍。本貫安東金氏。他在萬曆朝鮮戰爭期間作為抗擊日本的將軍而出名，並最終陣亡於第一次晉州城攻防戰之中。
1554年9月23日，金時敏出生於忠清道的木川县（今天安郡）。他是金忠甲的第三子，高麗王朝將領金方慶12世孫。金時敏年幼時就希望自己成為一位將軍，因此努力練習武術。1578年武科及第，被任命為訓練院主簿。他看到了朝鮮軍隊極為不良的狀況。當時朝鮮二百多年沒有發生過戰爭，且朝廷重文輕武，導致了武器裝備非常差勁，軍紀極為混亂。金時敏向國防最高部門兵曹判書上書，建議改革軍隊。然而，兵曹判書以如今是太平盛世為理由，斥責了金時敏。金時敏多次提議，皆被兵曹判書拒絕。氣憤之下，金時敏當著兵曹判書的面，將自己的軍帽脫下並扔在地上踐踏，辭職歸鄉了。
1583年，女真酋長尼湯介侵犯朝鮮（尼湯介之亂），金時敏追隨鄭彥信，擊退了女真的進攻。此後，金時敏重新踏上了仕途。1591年，被任命為晉州判官。
1592年，日本豐臣秀吉侵略朝鮮。金時敏在上司晉州牧使死後，被推舉為代理牧使。他以全羅道的晉州城為中心，對日軍入侵之後的混亂局面進行了收拾。在谷城、鎮海等地擊破日軍，俘虜日將平小太。其戰功受到了朝鮮朝廷的確認，正式升任晉州牧使。
同年10月，日軍細川忠興率2萬軍隊猛攻晉州城。金時敏率7500人（一说3800人）英勇抵抗，他令人模仿敌军的方法制造了五百多斤的硝石和七十多支枪筒，然后选出精兵，熟练兵器的用法。将城中的老弱妇孺打扮成兵士，又在城墙上方布下许多形似射箭的稻草人。日军向稻草人发动攻击，日军精疲力尽时朝军反击，城外又涌来扮成支援军队的义兵，大大地震慑了日本军队。6日后成功擊退日軍。然而金時敏本人巡城时，被一个倒下的日本军人突然站起用火銃擊中，重傷身亡。死後被追封為宣武功臣二等，追贈領議政一職，1711年諡忠武。
金時敏在晉州城英勇作戰亦得到了日本人的高度評價。在江戶時代歌舞伎中登場的木曾判官，其原型就是金時敏。
韩国庆尚南道晋州市每年举行“晋州南江流灯节”纪念金时敏。

## 外部連結
- 충무공김시민 기념사업회 （页面存档备份，存于）
- 김시민 역사정보
- 用智慧拯救了国家的忠臣 金时敏